# La Palizada
La Palizada ist eine Ortschaft im Departamento Santa Cruz im südamerikanischen Anden-Staat Bolivien. 

## Lage im Nahraum
La Palizada ist Nachbarort der Landstadt San Isidro und liegt im Landkreis (bolivianisch: Municipio) Comarapa in der Provinz Manuel María Caballero. Die Ortschaft liegt auf einer Höhe von 1568 m am linken Ufer des Río San Isidro, der von Comarapa kommend unterhalb von La Palizada in den Río Mizque mündet.

## Geographie
La Palizada liegt am südöstlichen Rand des Gebirgszuges der Cordillera Oriental, der den Übergang vom bolivianischen Tiefland zu den Hochgebirgsketten der Anden bildet. Das Klima ist mild-gemäßigt und ein typisches Tageszeitenklima, bei dem die Temperaturunterschiede zwischen Tag und Nacht deutlicher ausgeprägt sind als zwischen den Jahreszeiten.
Die Jahresdurchschnittstemperatur beträgt 20 °C und schwankt nur unwesentlich zwischen 17 °C im Juli und knapp 22 °C im November und Dezember. Der Jahresniederschlag von 640 mm weist eine für die Landwirtschaft ausreichende Menge auf und erreicht in den Sommermonaten von Dezember bis Februar Monatswerte zwischen 100 und 125 mm; die Trockenzeit mit Werten deutlich unter 40 mm von April bis Oktober ist jedoch verhältnismäßig lang.

## Verkehrsnetz
La Palizada liegt in einer Entfernung von 220 Straßenkilometern westlich von Santa Cruz, der Hauptstadt des Departamentos.
Von Santa Cruz aus führt die asphaltierte Fernstraße Ruta 9 zuerst 14 Kilometer in südwestlicher Richtung nach El Carmen, wo die Ruta 7 nach Süden hin abzweigt. Die Ruta 7 führt dann über die Städte La Angostura und Samaipata nach La Palizada und weiter über San Isidro und Comarapa nach Cochabamba.

## Bevölkerung
Die Einwohnerzahl der Ortschaft ist in den vergangenen beiden Jahrzehnten auf etwa das Doppelte angestiegen:
| Jahr | Einwohner | Quelle       |
| ---- | --------- | ------------ |
| 1992 | 427       | Volkszählung |
| 2001 | 382       | Volkszählung |
| 2012 | 878       | Volkszählung |

Die Region weist einen gewissen Anteil an Quechua-Bevölkerung auf, im Municipio Comarapa sprechen 47,4 Prozent der Bevölkerung die Quechua-Sprache.